# 刀使之巫女
《刀使之巫女》是柿本廣大監督，Studio五組製作的原創動畫，靜間良紀擔任人物原案。2017年5月15日宣布動畫企劃開始，電視動畫2018年1月5日AT-X電視台首播，中國地區由bilibili于日本同步時段放送。
2019年1月開始播出的Q版動畫《迷你刀使》，全11話。
由史克威爾艾尼克斯推出，以動畫改編的手機遊戲《刀使之巫女 刻印閃爍的燈火》，2020年3月14日宣佈動畫化，改編成前後兩篇OVA，分別於2020年10月25日、11月29日在AT-X先行放送，並於2021年2月24日發售Blu-ray/DVD。

## 故事簡介
一群以御刀祓除「荒魂」的神社巫女「刀使」。她們一邊提高個人技能，一邊在就讀全國五處完全中學。她們隸屬警察組織的特別祭祀機動隊，驅除稱為「荒魂」的神秘敵對生物，履行守護大眾的職責。
胎動篇（第1話 - 第12話）
衛藤可奈美在御前比賽遇上十條姬和。姬和突然襲擊刀劍類管理局局長折神紫，獲可奈美協助，得以逃離。
隨事態發展，她們與柳瀨舞衣、糸見沙耶香、益子薰、古波藏愛蓮會合，與組織「舞草」合作，打倒被荒魂附體的折神紫。

波瀾篇（第13話 - 第24話）
折神紫被打倒後，關東經常出現荒魂。可奈美與其他刀使四出戰鬥以祓除荒魂，但有神秘人物奪去「NORO」，其中1人是獅童真希，主角們因此被捲入一連串事件。

## 登場人物
衛藤可奈美（聲：本渡楓）
生日：8月13日，身高：156cm，血型：O型，愛好：劍術，流派：柳生新陰流，御刀：千鳥。
美濃關學院中等部二年級，14歲。
本作主角。雖是中等部，卻有著足以成為學院代表的劍術，在校內選拔賽擊敗安櫻美炎和柳瀨舞衣而成為學校代表。
個性開朗積極，朋友也很多，同時也是美炎、舞衣的摯友，劍術狂人(劍術宅)，只要一提到劍術就會眼睛發亮。
無論睡覺還是醒著都在心無雜念地練習，在睡夢中會與類似幻想（隱世）的母親談心和練習劍術。
尤其喜歡比賽，見到對手的妙技和功夫就會感到很愉快。
動畫第五話中被「禰禰」認證，身材有發展潛力。
十条姬和（聲：大西沙織）
生日：1月22日，身高：158cm，血型：AB型，愛好：巧克力薄荷冰淇淋，流派：鹿島新當流，御刀：小烏丸。
平城學館中等部三年級，14歲。
個性認真、冷艷、嚴於律己，身為刀使的責任感比任何人都要強烈，擁有一旦決定的事情決不改變的堅強意志。
不論對自己還是對他人都決不容許妥協，因此常被周圍人誤解。
揮舞著注重速度的劍，其劍術在刀使當中也是屈指可數的。
柳瀨舞衣（聲：和氣杏未）
生日：2月14日，身高：162cm，血型：A型，愛好：製作點心，流派：北辰一刀流，御刀：孫六兼元。
美濃關學院中等部二年級，13歲。
新興大企業「柳瀨集團」代表的大小姐。有兩個妹妹。有著會照顧人的大姐姐氣質，關心朋友，是可奈美、美炎的摯友。
在學院中有著上等的劍術，不辭勞苦的努力家。興趣是製作點心，其中對於小甜餅很有自信。
具有「明眼」「透覺」等能力，在「舞草」的特訓中被賦予小隊戰鬥指揮職。『鐮倉事件』與『年關災厄事件』中擔任小隊戰鬥指揮。
動畫第三話中被「禰禰」認證為好身材。
糸見沙耶香（聲：木野日菜）
生日：11月17日，身高：150cm，血型：B型，愛好：完成任務，流派：小野派一刀流，御刀：妙法村正。
鐮府女學院中等部一年級，12歲。
小時候就以最快的劍而自豪的天才刀使。
確實地完成被交付的任務，但不擅長和周圍人交流。
動畫第十五話中被「禰禰」認證，身材有發展潛力。
益子薰（聲：松田利冴）
生日：6月16日，身高：135cm，血型：B型，愛好：休假，流派：藥丸自顯流，御刀：禰禰切丸。
長船女學院高等部一年級，15歲。
第一人稱是「俺」。無口、怕麻煩，總是很慵懶的節能型。使用御刀超過身高的力量戰士。
與同學的愛蓮搭檔，彼此有著完美的配合默契。
對愛蓮擺出一副不耐煩的樣子，實際上對其非常信賴。
身邊帶著守護獸荒魂「禰禰」(聲：松田颯水)。
古波藏愛蓮（聲：鈴木繪理）
生日：5月15日，身高：172cm，血型：O型，愛好：Grandpa、Grandma，流派：體捨流，御刀：越前康繼。
長船女學院高等部一年級，15歲。
日美混血兒，母親是美國人，說話常夾雜英文，巨乳。
性格天真爛漫，對周圍展露笑容的氣氛製造者，即使初次見面也毫不怕生，會擅自給對方起外號。
與同學的薰搭檔，彼此有著完美的配合默契。

### 折神家親衛隊
折神紫（聲：瀨戶麻沙美）
生日：6月13日，身高：168cm，血型：O型，愛好：將棋，流派：二天一流，御刀：童子切安綱、大包平。
折神家家主，警視廳刀劍類管理局局長。是立於全部刀使頂點的存在。
二十年前『相模灣岸大災厄』特務隊隊長，討伐了造成巨大損害的大荒魂，成為救國英雄。
其力量仍未見衰退，巋然不動地保有最強刀使的寶座。
『鐮倉事件』後重傷帶職休養，發覺其肉體年齡停留在二十年前。
動畫第二十話，為保護市杵島姬突圍，單人擊倒綾小路刀使阻擊部隊十餘人。
『年關災厄事件』中再度重傷，帶職告病休養。
獅童真希（聲：內山夕實）
生日：7月24日，身高：174cm，血型：O型，愛好：光榮的勝利，流派：神道無念流，御刀：薄綠（吼丸）。
折神家親衛隊第一席。16歲。
第一人稱是「僕」，右手有綁著繃帶的特徵。
在前兩屆劍術大賽中達成優勝二連霸，並加入了親衛隊。
主要任務是紫的護衛以及荒魂討伐的作戰指揮，自己並不會經常出動，一旦拔出御刀便會立即討伐荒魂。
擁有基於信念的正直的強大，手中之劍的每一擊都鋒銳而沉重。
不論在異性還是同性間的人氣都很高。
此花壽壽花（聲：M·A·O）
生日：9月9日，身高：158cm，血型：AB型，愛好：古典音樂，流派：鞍馬流，御刀：九字兼定。
折神家親衛隊第二席。16歲。
京都名門此花家的大小姐，言談舉止十分優雅。
在前兩屆劍術大賽皆獲得亞軍，但對於在兩屆決賽中都將自己擊破的真希懷有競爭意識。
擁有敏銳的洞察力和高超的指揮能力，經常負責直接的作戰指揮，此外在紫擔任政治職務時也會同行。
皋月夜見（聲：淵上舞）
生日：12月24日，身高：160cm，血型：A型，愛好：紅茶，流派：深甚流，御刀：水神切兼光。
折神家親衛隊第三席。15歲。
在親衛隊當中也是經常守候在紫身邊的一位。
不怎麼表露出感情，也不會進行超出必要程度的對話。
與擁有閃亮成績的真希和壽壽花不同，至今為止並沒有什麼醒目的戰績，實力不明。
目前只有以自殘的方式召喚大量荒魂出來攻擊，是有著重重謎團的刀使。
事實上，她沒有被御刀認同，直到3年前被雪那注入荒魂後才被認同。
在動畫第二十話被壽壽花迅移近身砍中背部後掉下高樓，生死不明。
『年關災厄事件』中，在動畫第二十二話擊殺圍攻鎌府高津校長的眾荒魂，力竭後死去。
燕結芽（聲：水瀨祈）
生日：3月3日，身高：145cm，血型：B型，愛好：證明自己的強大，流派：天然理心流，御刀：笑面青江。
折神家親衛隊第四席。12歲。
親衛隊中最年輕的天才刀使，是一位小五跳級念中學的跳級生。
由於健康因素，曾經長期住院，病重時從紫手上得到荒魂的力量得以延續生命，並加入了親衛隊。
其實力甚至凌駕於大賽二連霸的真希之上，除了對陣紫以外至今未有敗績。雖然才能出眾，性格卻是和年齡相符的孩子氣，一旦打開了開關就沒人能阻止。
因此周圍對待她也極為慎重，不常對她下達出擊許可。本人對此感到相當不滿。
雖得到荒魂的力量，卻堅持不肯在戰鬥中運用，只想以自身的力量在戰鬥中留下活過的證明，希望能被他人記得。
在動畫第十一話『鐮倉事件』中遭薰與愛蓮兩人車輪戰，戰勝後身體卻因病不堪負荷而死去，成為動畫中第一個死去的角色，結芽的死給真希、壽壽花帶來了巨大的影響。
在手遊版「刀使之巫女 刻印一閃的燈火」第2部 第11章『隠世』篇中，真希與壽壽花一行人前往隠世，取回御刀「南無藥師景光」，回程時遭遇隠世中喪失生前記憶的結芽，但還是一直追尋其他刀使並與刀使對戰，最後瀨戶內智惠不得已將取回的「南無藥師景光」給真希制止結芽，讓結芽回復記憶，隨後將她帶回現世，並在現世中復活。時間點是在高津雪那逼相樂結月選出NORO疫苗的適合者。

### 伍箇傳教職員
羽島江麻（聲：中原麻衣）
美濃關學院現任校長。舊姓鏡島。20年前『相模灣岸大災厄』特務隊隊員，和紫與美奈都同屆。
溫柔且具有包容力即使是個別學生的煩惱也會親切地傾聽，因此受到大家的仰慕。身為地理上處在伍箇傳中心的美濃關之校長，積極地與他校交流。
是可奈美的母親·美奈都的好友。得知了紫的秘密，而決定加入「舞草」。
五條伊呂波（聲：雪野五月）
平城學館現任校長。舊姓吉野。20年前『相模灣岸大災厄』特務隊隊員，大紫與美奈都一屆。
雖然看起來給人輕飄飄的感覺，但卻是優秀的指導者，培育出了很多具備實力的刀使。偶爾說出的銳利話語能夠震驚四座。
高津雪那（聲：尤加奈）
鎌府女學院現任校長。舊姓相模。20年前『相模灣岸大災厄』特務隊隊員，小紫與美奈都一屆。單方面將同屆的篝視為競爭對手。
對紫有著異常的執著，執著到病態的程度，得知折神家當主紫的秘密，仍然宣誓忠誠。對沙耶香的才能予以高度評價，並對她寄予期待。
『鐮倉事件』後，對外為有名無實的鎌府校長，無實權。
『年關災厄事件』後，成為前任校長。
真庭紗南（聲：朴璐美）
長船女學園現任校長。舊姓新見。20年前『相模灣岸大災厄』特務隊隊員，隊中最年輕的中學三年級。
身為其他四位校長的後輩，卻能夠毫無顧慮地直率發言。對待學生一視同仁，從而與學生們拉近距離，並像姐姐一樣受到仰慕，但一旦被惹怒就會很可怕。
注意到紫的真實身份，加入了反折神體制派組織「舞草」，並成為其核心成員。
『鐮倉事件』後，現任的警視廳刀劍類管理局鎌倉本部本部長。
『鐮倉事件』後，代理鐮府女學院校長，有實權。
相樂結月（聲：小清水亞美）
綾小路武藝學舍現任校長。舊姓伏見。20年前『相模灣岸大災厄』特務隊隊員，大紫與美奈都一屆。
管理著深具歷史與傳統的綾小路，身為伍箇傳實質上的領袖，擁有強大的發言權。外表冷漠，似乎與學生間保持距離，但實際上卻在確實地注視著每一名學生。
身為最能理解紫的人，在其身旁支持著她。是賦予結芽轉瞬即逝的幸福的人，因結芽的死感到愧疚，希望紫可以制裁自己。
『年關災厄事件』中，被紫說服，到鎌倉本部擔任事件總指揮。

### 舞草
折神朱音（聲：川澄綾子）
紫的妹妹，也是前刀使，有參與到20年前『相模灣岸大災厄』的討伐戰。
2年前注意到紫被大荒魂附身，為了對抗紫體制而組織了「舞草」，在水面下展開活動。
『鐮倉事件』後，擔任刀劍類管理局代理局長。
理察·弗里德曼（聲：星野充昭）
愛蓮的外祖父，隱世研究的第一人。原本在美國的DARPA（國防高等研究計劃局）研究荒魂的軍事應用，但在遭遇『相模灣岸大災厄』後認識到了其危險性。
之後與朱音認識並加入了「舞草」，成為其核心成員。
米村孝子（聲：清水彩香）
舞草的刀使。
小川聰美（聲：川崎芽衣子）
舞草的刀使。

### 三女神
日本神話裏的天照大神和素戔嗚尊舉行誓約儀式所產生的三位女神（俗稱宗像三女神）。
湍津姬（聲：日高里菜）
大荒魂「湍津姬」的三個分身之一，也是占其主導的部分。由憤怒、怨恨這類初始感情所誕生，欲報復人類。三女神中實力最強。
田心姬（聲：齋藤千和）
大荒魂「湍津姬」的三個分身之一。欲支配、管理、引導人類，成為君臨世界的神。
市杵島姬（聲：喜多村英梨）
大荒魂「湍津姬」的三個分身之一。追求存在於世界的意義，並認為人和荒魂融合是讓人類進化的方法。

### 其他
衛藤美奈都（聲：伊藤靜）
衛藤可奈美的母親。舊姓藤原。20年前『相模灣岸大災厄』特務隊隊員，和紫同屆，與篝一起鎮壓了湍津姬，但這一事實卻從記錄中被抹消了。可奈美的劍法幾乎都是她傳授教導的，也在夢中指導可奈美劍術，於七年前離世。
十條篝（聲：種田梨沙）
十条姬和的母親。舊姓柊。20年前『相模灣岸大災厄』特務隊隊員，小紫與美奈都一屆，繼承了鎮壓大荒魂的封印術，與美奈都一起鎮壓了湍津姬，但這一事實卻從記錄中被抹消了，得知美奈都去世後，不久也身染重病去世，直到1年前過世前仍認為是自己害死美奈都。
柳瀬孝則（聲：増谷康紀）
舞衣的父親。
柳瀨柊子（聲：進藤尚美）
舞衣的母親。
柳瀨美結（聲：下地紫野）
舞衣的妹妹。
柳瀨詩織（聲：大野柚布子）
舞衣的妹妹。
古波蔵公威（聲：小形満）
愛蓮的父親，特別希少金属利用研究所的研究主任。
古波蔵杰奎琳（聲：柚木涼香）
愛蓮的母親。舊姓弗里德曼。特別希少金属利用研究所的研究員。
恩田累（聲：井澤佳之實）
可奈美和舞衣的學姊，10年前引退、畢業後成為了上班族，但實際上卻是在刀使們的裝備品開發相關的企業工作。與美濃關校長江麻很親近，現在還互有聯絡。
内里步（聲：大和田仁美）
綾小路的學生。流派是鞍馬流。很崇拜可奈美，希望有一天可以跟可奈美過招。原本被相樂校長選為湍津姬的親衛隊之一，但最後被剔除在外。被皋月夜見襲擊後受重傷，相樂校長被迫使用荒魂的力量，令内里步最終與可奈美刀刃相向，在動畫第20及22話分別被可奈美和沙耶香打敗。
田邊美彌（聲：長江里加）
綾小路的學生。流派是鞍馬流。與内里步一同被調派到鎌倉並遇上可奈美，回到綾小路後跟内里步切磋劍術。

## 出版書籍
| 冊數 | KADOKAWA       | KADOKAWA               |
| 冊數 | 發售日期       | ISBN                   |
| ---- | -------------- | ---------------------- |
| 1    | 2017年12月26日 | ISBN 978-4-04-106499-3 |
| 2    | 2018年5月26日  | ISBN 978-4-04-106844-1 |
| 3    | 2019年4月26日  | ISBN 978-4-04-107905-8 |

## 電視動畫
於2018年1月5日起由日本AT-X等電視台開始播出。

### 製作人員
- 監督：柿本廣大
- 系列構成：高橋龍也
- 人物設計：靜間良紀
- 美術監督：佐藤勝
- 色彩設計：田中美穗
- 攝影監督：關谷能弘
- 編輯：三嶋章紀
- 音樂：橋本由香利
- 音樂監督：飯田里樹
- 音樂製作：GENCO,Inc
- 動畫製作：Studio五組
- 製作：刀使之巫女製作委員會

### 主題曲
片頭曲
「Save you Save me」（第1話－第12話）
作詞、作曲：大畑拓也，編曲：eba
主唱：衛藤可奈美（本渡楓）、十条姬和（大西沙織）、柳瀨舞衣（和氣杏未）、糸見沙耶香（木野日菜）、益子薰（松田利冴）、古波藏愛蓮（鈴木繪理）
第1話作為片尾曲使用。
「進化系Colors」（第13話－第24話）
作詞、作曲、編曲：
主唱：衛藤可奈美（本渡楓）、十条姬和（大西沙織）、柳瀨舞衣（和氣杏未）、糸見沙耶香（木野日菜）、益子薰（松田利冴）、古波藏愛蓮（鈴木繪理）
第24話作為插曲使用。
片尾曲
（第2話－第11話）
作詞、作曲、編曲：Motokiyo
主唱：衛藤可奈美（本渡楓）、十条姬和（大西沙織）、柳瀨舞衣（和氣杏未）、糸見沙耶香（木野日菜）、益子薰（松田利冴）、古波藏愛蓮（鈴木繪理）
（第12話）
作詞、作曲：Hige Driver，編曲：Powerless，主唱：衛藤可奈美（本渡楓）、十条姬和（大西沙織）
（第13話－第20話、第22話－第23話）
作詞、作曲、編曲：Motokiyo
主唱：衛藤可奈美（本渡楓）、十条姬和（大西沙織）、柳瀨舞衣（和氣杏未）、糸見沙耶香（木野日菜）、益子薰（松田利冴）、古波藏愛蓮（鈴木繪理）
（第21話）
作詞、作曲：Hige Driver，編曲：篠崎，主唱：衛藤可奈美（本渡楓）

### 各話列表
| 話數   | 日文標題 | 中文標題       | 劇本       | 分鏡                     | 演出       | 作畫監督                                                                                     |
| 胎動篇 | 胎動篇   | 胎動篇         | 胎動篇     | 胎動篇                   | 胎動篇     | 胎動篇                                                                                       |
| ------ | -------- | -------------- | ---------- | ------------------------ | ---------- | -------------------------------------------------------------------------------------------- |
| 第1話  |          | 鋒芒的指向     | 高橋龍也   | 柿本廣大                 | 柿本廣大   | 大田謙冶、王國年                                                                             |
| 第2話  |          | 二人的距離     | 高橋龍也   | 名村英敏                 | 牧野友映   | 水野隆宏                                                                                     |
| 第3話  |          | 無想之劍       | 高橋龍也   | 信田祐                   | 信田祐     | 橫松雄馬                                                                                     |
| 第4話  |          | 覺悟的沉重     | 高橋龍也   | 島津裕行                 | 淺見松雄   | 柳孝相、橋本純一 山口保則、 森出剛                                                           |
| 第5話  |          | 搜山之夜       | 青島崇     | 筆坂明規                 | 筆坂明規   | 正金寺直子、三股浩史 小菅洋                                                                  |
| 第6話  |          | 人與穢的間隙   | 砂山藏澄   | 福田道生                 | 山內東生雄 | 島崎望、柳瀨讓二 小川一郎、睦田聰志 櫻井拓郎、沼田廣                                         |
| 第7話  |          | 心中的疼痛     | 青島崇     | 山川吉樹                 | 工藤寬顯   | 小島惠理                                                                                     |
| 第8話  |          | 災厄之日       | 高橋龍也   | 柿本廣大 信田祐 筆坂明規 | 濱崎徹     | 水野隆宏、日高真由美 黑田和也                                                                |
| 第9話  |          | 祭典之後       | 砂山藏澄   | 牧野友映                 | 牧野友映   | 橫松雄馬、壽夢龍 清水博之                                                                    |
| 第10話 |          | 向著明日的決意 | 大久保昌弘 | 島津裕行                 | 星野美鈴   | 青木真理子、森悅史                                                                           |
| 第11話 |          | 月下之閃       | 青島崇     | 筆坂明規                 | 筆坂明規   | 正金寺直子、三股浩史 是本晶                                                                  |
| 第12話 |          | 一之太刀       | 高橋龍也   | 大平直樹                 | 下司泰弘   | 八尋裕子、小菅洋 正木優太、緒方浩美 細田沙織、橫松雄馬                                       |
| 波瀾篇 |          |                |            |                          |            |                                                                                              |
| 第13話 |          | 次代的英雄     | 高橋龍也   | 信田祐                   | 信田祐     | 水野隆宏、永山惠 黑田和也、酒井孝裕 小菅洋、LEVEL ZERO                                       |
| 第14話 |          | 家族的場景     | 砂山藏澄   | 福井洋平                 | 福井洋平   | 飯飼一幸、岡崎伸浩 服部益實、橋本純一 柳孝相、 山口保則                                      |
| 第15話 |          | 怠惰者之路     | 青島崇     | 牧野友映                 | 牧野友映   | 、日高真由美 橫松雄馬                                                                        |
| 第16話 |          | 監牢的謁見     | 大久保昌弘 | 瀧川和夫                 | 濱崎徹     | 壽夢龍、細田沙織 松村康功、和田賢人 Anitus神戶、太田慎之介                                   |
| 第17話 |          | 女神們的狂躁   | 高橋龍也   | 筆坂明規                 | 筆坂明規   | 小菅洋、小島唯可                                                                             |
| 第18話 |          | 荒魂的橫行     | 青島崇     | 島津裕行                 | 白石道太   | 大野勉、沼田廣 櫻井拓郎、小菅洋 細田沙織、正木優太                                           |
| 第19話 |          | 禍神的呼聲     | 砂山藏澄   | 信田祐                   | 小林孝志   | 、正金寺直子 黑田和也、松村康功                                                              |
| 第20話 |          | 最後的女神     | 青島崇     | 飯田崇                   | 牧野有映   | 八尋裕子、壽夢龍 水野隆宏、橫松雄馬 Anitus神戶、太田慎之介                                   |
| 第21話 |          | 雷神之劍       | 高橋龍也   | 岩畑剛一                 | 下司泰弘   | 太田謙治、小菅洋 細田沙織                                                                    |
| 第22話 |          | 隱世之門       | 青島崇     | 林直孝                   | 濱崎徹     | 黑田和也、關本美穗 壽夢龍、 LIM SUN HEE、LIM JI HYUM 正木優太、松村康功 日高真由美、橫松雄馬 |
| 第23話 |          | 剎那的盡頭     | 砂山藏澄   | 筆坂明規                 | 筆坂明規   | 大田謙治、正金寺直子 和田賢人、壽夢龍 水野隆宏、Anitus神戶 太田慎之介                        |
| 第24話 |          | 結緣的巫女     | 高橋龍也   | 信田祐                   | 信田祐     | 神谷智大、小菅洋 堀澤聰志、永山惠 橫松雄馬、正木優太                                         |

### BD與DVD
| 卷數 | 發售日期      | 收錄話數      | 規格編號   | 規格編號   |
| 卷數 | 發售日期      | 收錄話數      | BD         | DVD        |
| ---- | ------------- | ------------- | ---------- | ---------- |
| 1    | 2018年4月25日 | 第1話~第4話   | ZMXZ-11961 | ZMBZ-11971 |
| 2    | 2018年5月25日 | 第5話~第8話   | ZMXZ-11962 | ZMBZ-11972 |
| 3    | 2018年6月27日 | 第9話~第12話  | ZMXZ-11963 | ZMBZ-11973 |
| 4    | 2018年7月25日 | 第13話~第16話 | ZMXZ-11964 | ZMBZ-11974 |
| 5    | 2018年8月24日 | 第17話~第20話 | ZMXZ-11965 | ZMBZ-11975 |
| 6    | 2018年9月26日 | 第21話~第24話 | ZMXZ-11966 | ZMBZ-11976 |

### 播放電視台
日本深夜動畫：下文記載的日本国内播放時間使用日本標準時間（UTC+9）表示。因為部分時間标识會採用30小时制，因此請留意这类超过24:00的时间，其實際播放時間為翌日清晨。
| 播放地區   | 播放電視台 | 播放日期              | 播放時間（UTC+9）             | 所屬聯播網 | 備註 |
| ---------- | ---------- | --------------------- | ----------------------------- | ---------- | ---- |
| 東京都     | TOKYO MX   | 2018年1月5日－6月22日 | 星期五深夜 25時05分－25時35分 | 日本新聞網 |      |
| 近畿廣域圈 | MBS        | 2018年1月5日－6月22日 | 星期五深夜 26時55分－27時25分 | 日本新聞網 |      |
| 日本全國   | AT-X       | 2018年1月5日－6月22日 | 星期五 21時30分－22時00分     | 衛星電視   |      |
| 日本全國   | BS11       | 2018年1月7日－        | 星期日深夜 25時00分－25時30分 | 衛星電視   |      |

## 舞台劇
舞台劇「AiiA presents' 舞台『刀使之巫女』」於2018年11月10日－11月14日在東京天王洲 銀河劇場公演。

### 演員
- 衛藤可奈美：齊藤真木子
- 十条姬和：谷真理佳
- 柳瀨舞衣：北川愛乃
- 糸見沙耶香：竹内彩姬
- 益子薰：桑江咲菜
- 古波藏愛蓮：長谷川里桃
- 折神紫：北川綾巴
- 獅童真希：谷口莉緒
- 此花壽壽花：青木志穩
- 皋月夜見：
- 燕結芽：百音
- 藤原美奈都：春川芽生
- 羽島江麻：
- 高津雪那：
- 理察·弗里德曼：陰山泰

## 迷你刀使
2019年1月開始播出的5分鐘短篇動畫，全11話。 

### 主題曲

填詞、作曲、編曲：やしきん，主唱：衛藤可奈美（本渡楓）&安櫻美炎（茜屋日海夏）

### 各話列表
| 話數   | 日文標題 | 中文標題                                             | 劇本       | 分鏡   | 演出     | 作畫監督     | 片尾插畫 |
| ------ | -------- | ---------------------------------------------------- | ---------- | ------ | -------- | ------------ | -------- |
| 第0話  |          | 可奈美·美炎的「刀使巫女 胎動篇」 205秒介紹特別節目！ |            | 不適用 | 不適用   | 不適用       | 緒方浩美 |
| 第1話  |          | 特訓                                                 | 朱白葵     | 信田祐 | 信田祐   | 森出剛       | 緒方浩美 |
| 第2話  |          | 禮物                                                 |            | 信田祐 | 星野美鈴 | 山口保則     | 緒方浩美 |
| 第3話  |          | 夜櫻                                                 | 阿久津拓矩 | 信田祐 | 信田祐   | 森出剛       | 緒方浩美 |
| 第4話  |          | 好朋友                                               |            | 信田祐 | 星野美鈴 | 山口保則     | 緒方浩美 |
| 第5話  |          | 姊姊                                                 | 朱白葵     | 信田祐 | 星野美鈴 | Park Hey Ran | 緒方浩美 |
| 第6話  |          | 飯糰                                                 | 阿久津拓矩 | 信田祐 | 信田祐   | 森出剛       | 緒方浩美 |
| 第7話  |          | 地平線同盟                                           |            |        |          |              | 緒方浩美 |
| 第8話  |          | 鬧脾氣                                               |            | 信田祐 | 星野美鈴 | 山口保則     | 緒方浩美 |
| 第9話  |          | 祭典                                                 | 朱白葵     | 信田祐 | 信田祐   | Park Hey Ran | 緒方浩美 |
| 第10話 |          | 煙花                                                 | 朱白葵     | 信田祐 | 信田祐   | 森出剛       | 不適用   |

## 遊戲
刀使之巫女 刻印一閃的燈火
平台：Android/iOS/PC
製作公司：史克威爾艾尼克斯
發佈的日期：2018年3月19日 PC版2019年3月4日 在2021年10月29日停止營運
類型：手遊 RPG
音樂：柳川和樹
遊戲原創角色
安櫻美炎（聲：茜屋日海夏）
美濃關學院中等部二年級，13歲，御刀：加州清光。
在御前比武的校內預選賽中，僅以一步之差敗在可奈美手下，即使如此她的劍術也是十分優秀，甚至不輸舞衣，雖和可奈美是競爭對手，但兩人也是摯友。於動畫版第一話中出場。
難以集中精神，會在關鍵時刻失誤，是其美中不足之處。座右銘是「想做的話就向前衝」，有著積極而率直性格的氣氛製造者。
瀨戶內智惠（聲：石原夏織）
長船女學園高等部三年生17歳，御刀：騷速。
有者大姊姊的氣質，美炎小時候的青梅竹馬。
七之里呼吹（聲：五十嵐裕美）
鎌府女學院中等部三年生14歳，御刀：北谷菜切、二王清剛。
短刀二刀流。研究班所屬，有著打倒荒魂後的喜悅感。
六角清香（聲：藤田茜）
平城學館中等部二年生13歳，御刀：蓮華不動輝廣。
將來有希望的實力派，但害怕戰鬥而無法發揮實力。
木寅米莉亞（聲：沼倉愛美）
綾小路武芸學舎高等部二年生16歳，御刀：實休光忠。
動畫第16話中，以文件式的大頭貼登場。
山城由依（聲：上坂堇）
綾小路武芸學舎中等部二年生14歲，御刀：螢丸。
大太刀使。手遊版波瀾篇中登場。
播鶇（聲：池田海咲）
鎌府女學院高等部二年生，第8研究班成員。
御刀、流派不明。手遊版波瀾篇中登場，初期原先是支援角色，在2018年8月28日的（サポートメンバー人気投票）中，得到第一名，於2019年1月20日配置遊戲中。
柊篝（聲：種田梨沙）
鎌府女學院高等學校，特務隊副攻擊手，御刀：小烏丸。
動畫於24集登場，十条姬和在隱世的母親，於2019年4月1日配信遊戲中。
藤原美奈都（聲：伊藤靜）
鎌府女學院高等學校，特務隊主攻擊手，御刀：千鳥。
動畫於第一集衛藤可奈美夢中登場，於2019年4月12日配信遊戲中。
岩倉早苗（聲：井上穗乃花 ）
平城學館中等部三年生，御刀：千手院力王。
御前試合選拔戰中，實力排行第二位，TV版第一話登場，於2019年7月19日配信遊戲中。
稻河暁（聲：諏訪彩花）
美濃關學院高等部一年級，黑色長髮的女孩、網眼，髮型略顯紅色漂染，美濃關的制服上面被刺繡「逆境上等」的上衣，於2019年12月10日配信遊戲中。
伊南羽（聲：石見舞菜香）
鎌府女學院中等部二年級，中等部一年級時與平城學館的北斗共同測試S裝備，《刀使之巫女琉球劍風錄》小說中的人物，於2020年5月12日配信遊戲中。
新多弘名（聲：河瀨茉希）
長船女學園高等部三年生，御刀：水口刺劍（水口レイピア），仿製西洋劍的日本刀。
刀使之巫女 刻印一閃的燈火OVA（動畫）登場，為了替補因為受傷的鈴本葉菜，導致的戰力不足，加入赤羽刀調査隊。
小公主（聲：小原好美）
OVA中登場，幼小少女型荒魂，在江之島（江ノ島）上被美炎與清香發現，並加以保護。但忘記可奈美與姫和對持過。

### 遊戲主題曲
「燈火結いて」
作曲：柳川和樹 、編曲：阿部隆大 、作詞＆Vocal：Uyu(ACRYLICSTAB)
2018年12月1日，才加入配音歌詞，在之前片頭曲，只有音樂。與東京偶像計劃同步合作。

## OVA
由遊戲改編的前後篇動畫，分別於2020年10月25日、11月29日在AT-X先行放送，並於2021年2月24日發售Blu-ray/DVD。

### 製作人員
- 監督：神谷智大
- 系列構成：朱白葵（meme.meme）
- 角色原案：靜間良紀
- 角色設計、總作画監督：新妻大輔
- 道具設計：鈴木典孝
- 荒魂設計：香川松吉
- 美術監督：葛琳（Studio Tulip）
- 美術設定：高橋麻穗（Studio Tulip）
- 色彩設計：
- 攝影監督：加藤伸也（Graphinica）
- 編輯：瀨山編輯室
- 音響監督：飯田里樹
- 音樂：橋本由香利、柳川和樹
- 監製：GENCO
- 動畫制作：project No.9

### 主題曲
「blurry shadow」
作詞、作曲、編曲：
主唱：赤羽刀調査隊［安櫻美炎（茜屋日海夏）、瀨戶内智惠（石原夏織）、七之里呼吹（五十嵐裕美）、六角清香（藤田茜）、木寅米莉亞（沼倉愛美）、山城由依（上坂堇）］

### 各話列表
|      | 劇本       | 分鏡     | 演出     | 作畫監督     | 總作畫監督 |
| ---- | ---------- | -------- | -------- | ------------ | ---------- |
| 前篇 |            | 柿本廣大 | 信田祐   | Hue Hey jung | 新妻大輔   |
| 後篇 | 阿久津拓矩 | 神谷智大 | 神谷智大 | 高岡淳一     | 新妻大輔   |

## 小說
此為電視動畫「刀使之巫女」本篇一年前的故事。
- 朱白あおい（著）、伍箇伝計画（原作）、髙橋龍也（故事原案）、しずまよしのり（插畫） 『刀使ノ巫女　琉球剣風録』 集英社〈ジャンプ ジェイ ブックス〉、全1巻
  - 2019年7月19日發售、ISBN 978-4-08-703479-0

## 朗讀劇
朗讀劇「刀使之巫女 清夏奉燈」由電視動畫的系列構成高橋龍也編劇，內容為電視動畫之後的故事，故事時間在『年關災厄事件』的七個月後。

## 外部連結
- 動畫「刀使之巫女」官方網站 （页面存档备份，存于）（日語）
- 動畫「迷你刀使」官方網站 （页面存档备份，存于）（日語）
- 動畫「刀使之巫女」官方的X（前Twitter）（日語）
- 手機遊戲「刀使之巫女 刻印閃爍的燈火」官方網站 （页面存档备份，存于）（日語）
- PC版「刀使之巫女 刻印閃爍的燈火」官方網站 （页面存档备份，存于）（日語）
- OVA「刀使之巫女 刻印閃爍的燈火」官方網站 （页面存档备份，存于）（日語）
- 「刀使之巫女 刻印閃爍的燈火」官方的X（前Twitter）（日語）
- 舞台劇「刀使之巫女」官方網站 （页面存档备份，存于）（日語）
- 舞台劇「刀使之巫女」官方的X（前Twitter）（日語）
- 朗讀劇「刀使之巫女」官方網站 （页面存档备份，存于）（日語）
- 朗讀劇「刀使之巫女」官方的X（前Twitter）（日語）